# Regione Metropolitana di Florianópolis
La regione metropolitana di Florianópolis fu una regione metropolitana del Brasile, istituita con la legge complementare dello Stato di Santa Catarina nº 162 del 1998 ed estinta dalla legge complementare dello Stato nº 381 del 2007. Era formata dai comuni della conurbazione di Florianópolis e da altri centri ad essa collegati.

## Nucleo metropolitano
| Comune                    | Popolazione (ab.) | Superficie (km2) | Densità dem. (ab/km²) |
| ------------------------- | ----------------- | ---------------- | --------------------- |
| Florianópolis             | 406.564           | 433              | 938,9                 |
| São José                  | 201.103           | 114,7            | 1.753,3               |
| Palhoça                   | 128.102           | 395              | 324,3                 |
| Biguaçu                   | 58.435            | 302,92           | 192,9                 |
| Santo Amaro da Imperatriz | 18.246            | 352,4            | 51,7                  |
| Governador Celso Ramos    | 13.053            | 105,87           | 123,3                 |
| Antônio Carlos            | 7.041             | 229              | 30,7                  |
| Águas Mornas              | 5.140             | 327,92           | 15,6                  |
| São Pedro de Alcântara    | 3.868             | 141,911          | 27,2                  |
| Totale                    | 841.552           | 2.402,721        | 350,25                |

Di questi comuni, formavano un'area urbana continua:
- Biguaçu
- Florianópolis
- Palhoça
- São José

## Area di espansione della regione metropolitana
- Alfredo Wagner
- Angelina
- Anitápolis
- Canelinha
- Garopaba
- Leoberto Leal
- Major Gercino
- Nova Trento
- Paulo Lopes
- Rancho Queimado
- São Bonifácio
- São João Batista